# Me!
 (avril 2019).
Singles de Taylor Swift
Delicate
(2018) You Need to Calm Down
Singles par Brendon Urie
Roses
(2018)
ME! (stylisé en majuscule) est une chanson pop de l’auteure-compositrice-interprète américaine Taylor Swift, avec la participation vocale de Brendon Urie, de Panic! at the Disco. Cette chanson est sortie le 26 avril 2019 sous le label Republic Records, en tant que premier single issu du septième album studio de la chanteuse, Lover. 

## Promotion et murale deMe!
Le 13 avril 2019, un compte à rebours jusqu'au 26 avril 2019 a été publié sur le site web officiel de Taylor Swift, ce qui a provoqué des spéculations sur la publication de nouvelles musiques. Le 25 avril, divers organes de presse ont rapporté qu'une peinture murale représentant un papillon dans le quartier de Gulch à Nashville, dans le Tennessee, peinte par l'artiste de rue Kelsey Montague était liée à la publication à venir. Une foule de plusieurs centaines de personnes s'est réunie à la murale. Le mot « Me! » y a été ajouté par Montague et Swift s'est montrée au site de la murale, annonçant qu'elle serait interviewée par Robin Roberts lors de la diffusion du brouillon de la NFL avec des informations supplémentaires. Lors de l'interview, elle a confirmé la sortie d'un nouveau single à minuit en collaboration avec Brendon Urie.

## Réception critique
La critique de Me! est polarisante. Dans un article intitulé Me!, Spencer Kornhaber, de The Atlantic, écrit que la chanson «ne contient pratiquement aucun des éléments qui ont jadis rendu [Swift] intéressant, mais elle contient un cri de dauphin pour chœur». L' écriture pour Pitchfork , Anna Gaca a déclaré qu'il « est une vitrine pour les pires et les plus faibles aspects du travail de Swift », et a ajouté « il est difficile d'écrire une meilleure chanson que cela ». Rhian Daly a écrit pout NME  que les paroles de Me! « ne sont que des messages de surface sur l'amour de soi et l'acceptation ». 
Mikael Wood a déclaré dans le Los Angeles Times que la chanson comportait «ses paroles les plus faibles jamais écrites» et que « rien dans cette chanson ne fait avancer notre réflexion sur Swift ». Carl Wilson, de Slate, l’a qualifiée de «moelleuse et immatérielle », ajoutant que Swift et Urie « se faufilent entre un numéro de maquillage et d’une comédie musicale pour adolescents ». Écrivant pour le Daily Telegraph, Kate Solomon a déclaré qu'elle « concoctait ce qui pourrait être sa chanson la plus pop à ce jour ». Chris Willman de Variety a déclaré que la chanson était «un délice fantasmagorique«et qu'elle « pourrait établir une nouvelle norme en ce qui concerne la rapidité avec laquelle une ruée vers le sucre peut être induite sans réellement aligner la canne pure avec une aiguille rose. » Rob Sheffield de Rolling Stone a appelé la chanson « kitsch ». 

## Clip musical
Le clip de Me! est présenté pour la première fois sur YouTube le 26 avril 2019 en direct, précédé d'une session de questions et réponses avec Swift. La vidéo a été réalisée par Swift et Dave Meyers et est devenu le deuxième vidéo le plus vu sur YouTube avec un total de 57,1 millions de vues. 
C'est lors du tournage de ce clip qu'elle trouve son futur chat Benjamin Button qu'elle décide de garder par la suite.

## Performance live
Swift et Urie ouvriront les Billboard Music Awards 2019 avec une performance de Me!.

## Prix et nominations

### Prix
- Meilleure vidéo (MTV Europe Music Awards)
- Meilleure vidéo internationale féminine (MTV Video Music Awards Japan)

#### Nominations
- Meilleure collaboration (MTV Video Music Awards)
- Meilleure effets spéciaux (MTV Video Music Awards)
- Meilleure Cinématographie (MTV Video Music Awards)
- Vidéo de l'année (People's Choice Awards)
- Meilleure chanson féminine (Teen Choice Awards)
- Meilleure vidéo musicale (iHeartRadio Music Awards)
- Collaboration préférée (Kid's Choice Awards)

## Crédits et personnel
Crédits adaptés de Tidal.
- Taylor Swift - Chant, composition, production
- Joel Little - production, composition, programmation de batterie, guitare, claviers, ingénierie de disques, programmation de synthétiseur
- Brendon Urie - voix, composition
- John Rooney - assistance technique en matière d'enregistrement, personnel de studio
- Serban Ghenea - ingénierie de mixage, personnel de studio
- John Hanes - ingénieur du mix, personnel du studio